# ناکاجیما کیکا
ناکاجیما کیکا Nakajima Kikka (中島 橘花 "شکوفه پرتقال") اولین هواپیمای جت ژاپن بود. این هواپیما در اواخر جنگ جهانی دوم توسعه یافت و نخستین نمونه اولیه‌ای بود که تنها یک بار قبل از پایان درگیری پرواز کرد. این هواپیما همچنین با نام Kōkoku Nigō Heiki (皇国二号兵器 "اسلحه امپراتوری شماره ۲") نیز شناخته می‌شود.

## کاربران
ژاپن
- نیروی دریایی امپراتوری ژاپن (برنامه‌ریزی شده)

## مشخصات فنی (کیکا)

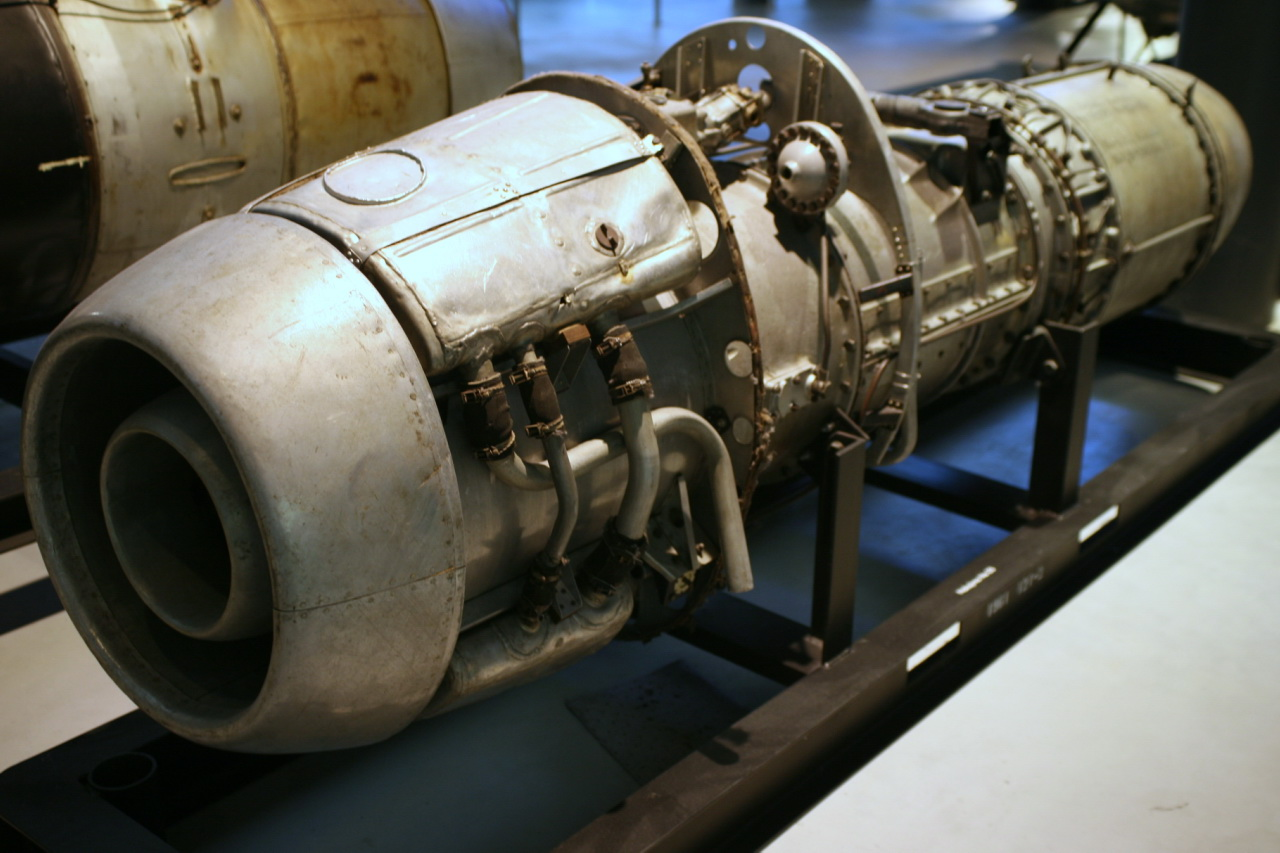
موتور جت ناکاجیما کیکا

داده‌ها از Japanese Aircraft of the Pacific War
ویژگی‌های عمومی
- خدمه: ۱
- طول: ۸٫۱۲۵ متر (۲۶ فوت ۸ اینچ)
- پهنای بال: ۱۰ متر (۳۲ فوت ۱۰ اینچ)
- ارتفاع: ۲٫۹۵ متر (۹ فوت ۸ اینچ)
- مساحت بال‌ها: ۱۳٫۲ متر مربع (۱۴۲ فوت مربع)
- وزن خالی: ۲٬۳۰۰ کیلوگرم (۵٬۰۷۱ پوند)
- وزن ناخالص: ۳٬۵۰۰ کیلوگرم (۷٬۷۱۶ پوند)
- بیشترین وزن برخاست: ۴٬۰۸۰ کیلوگرم (۸٬۹۹۵ پوند)
- پیشرانه: ۲ عدد موتور توربوجت جریان محوری ایشیکاواجیما نی-۲۰, ۴٫۶۶ کیلونیوتن (۱٬۰۴۷ پوند-نیرو) thrust  در هر موتور

عملکرد
- حداکثر سرعت: ۶۲۳ کیلومتر بر ساعت (۳۸۷ مایل بر ساعت، ۳۳۶ گره) در سطح دریا

۶۹۶ کیلومتر بر ساعت (۴۳۲ مایل بر ساعت؛ ۳۷۶ گره) در ۱۰٬۰۰۰ متر (۳۲٬۸۰۸ فوت)
- بُرد: ۹۴۳ کیلومتر (۵۸۶ مایل، ۵۰۹ مایل دریایی)
- حداکثر ارتفاع: ۱۲٬۰۰۰ متر (۳۹٬۰۰۰ فوت)
- نرخ صعود: ۶٫۴۲ متر بر ثانیه (۱٬۲۶۴ فوت بر دقیقه)
- زمان اوج‌گیری: ۱۰٬۰۰۰ متر (۳۲٬۸۰۸ فوت) در ۲۶ دقیقه
- بارگیری بال: ۲۶۵ کیلوگرم بر متر مربع (۵۴ پوند بر فوت مربع)
- نیرو/وزن: ۰٫۲۷

تسلیحات

- اسلحه‌ها: ۲ × ۳۰ میلیمتر (۱٫۱۸۱ اینچ) Type 5 cannon
- بمب‌ها: ۱ × ۵۰۰ کیلوگرم (۱٬۱۰۲ پوند)، یا 1 × ۸۰۰ کیلوگرم (۱٬۷۶۴ پوند) بمب

### کتابشناسی - فهرست کتب
- Famous Aircraft of the World no.76: Japanese Army Experimental Fighters (1). Tokyo: Bunrin-Do, August 1976.
- Francillon, René J. Japanese Aircraft of the Pacific War. London: Putnam & Company Ltd. , 1995, First edition 1970. شابک ‎۰-۳۷۰-۳۰۲۵۱-۶.
- The International Encyclopedia of Aircraft. Toronto, Ontario, Canada: B. Mitchell, 1991. شابک ‎۰-۸۸۶۶۵-۹۶۴-۷.
- Ishizawa, Kazuhiko. KIKKA: The Technological Verification of the First Japanese Jet Engine Ne 20. Tokyo: Miki Press, 2006. شابک ‎۴-۸۹۵۲۲-۴۶۸-۶.
- Mikesh, Robert C. Kikka, Monogram Close-Up 19. Bolyston, Massachusetts: Monogram Aviation Publications, 1979. شابک ‎۰-۹۱۴۱۴۴-۱۹-۷.
- Yamashita, Takeo, ed. 「秋水」と日本陸海軍ジェット、ロケット機. Tokyo: Model Art Co. Ltd. , 1998.
- 別冊航空情報編集部. 航空秘話復刻版シリーズ (۲): 知られざる軍用機開発(下). Tokyo: Kantosha, 1999. شابک ‎۴-۸۷۳۵۷-۰۵۱-۴.
- 歴史群像編集部. [歴史群像] 太平洋戦史シリーズ Vol.56: 大戦末期 航空決戦兵器, 橘花、火龍、秋水、キ۷۴...... 幻のつばさ(2). Tokyo: Gakken, ۲۰۰۶. شابک ‎۴-۰۵-۶۰۴۵۳۶-۴.